# (23418) 1979 QM3
1979 كيو أم 3 (ويعرف أيضًا باسم (23418) 1979 كيو أم 3 وفق تسمية الكوكب الصغير) (بالإنجليزية: 1979 QM3)‏ هو كويكب ضمن حزام الكويكبات؛ وترتيبه 23418 من حيث الاكتشاف.
اكتُشف هذا الجُرم الفلكي بواسطة Claes-Ingvar Lagerkvist ‏ في 22 أغسطس 1979.

## وصلات خارجية
- (23418) 1979 QM3 في قاعدة بيانات مختبر الدفع النفاث لأجرام النظام الشمسي الصغيرة

- الاكتشاف · مخطط المدار ·  العناصر المدارية · المعلمات المادية

- (23418) 1979 QM3 على موقع ويكي سكاي: DSS2, SDSS, GALEX, IRAS, Hydrogen α, X-Ray, Astrophoto, Sky Map, Articles and images